# 八劍站
八劍站（日语：／ Yatsurugi eki */?）是位於岐阜縣羽島郡岐南町，名古屋鐵道名古屋本線的車站（廢站）。
車站名稱取自當時岐阜縣羽島郡八劍村（現時為岐南町）。與現時岐南町八劍相異。

## 歷史
- 1914年（大正3年）6月2日 - 美濃電氣鐵道（日语：美濃電気鉄道）車站啟用[1]。
- 1944年（昭和19年） - 車站暫停營業。
- 1969年（昭和44年）4月5日 - 車站廢除[1]。

## 相鄰車站
所屬路線與相鄰車站取自營業時代。
名古屋鐵道
名岐線
特急、急行
通過
普通
笠松－八劍－境川
※ 曾經笠松站至此站之間設有下德田站（1917年（大正6年）廢除）。此站至境川站之間設有印食站（1917年（大正6年）廢除）。

## 注腳